# Śródmiejska obwodnica zachodnia (Bielsko-Biała)
Śródmiejska obwodnica zachodnia w Bielsku-Białej – dwujezdniowa trasa z tunelami, wiaduktami, a także skrzyżowaniami jednopoziomowymi, obiegająca centralne dzielnice miasta. Jej ostatni fragment został otwarty 29 czerwca 2006. Stanowi ona połączenie drogi ekspresowej S52 z drogą krajową nr 52.
Obwodnica ma na celu odciążenie głównej arterii miasta, przechodzącej przez ścisłe centrum. Droga ta, według założeń, ma także zapewnić mieszkańcom największych osiedli dogodną komunikację z innymi dzielnicami miasta.
Budowa trasy, która liczy w sumie 7 kilometrów, rozpoczęła się w 1995 roku, a zakończyła w 2006.

## Etapy budowy
Budowa obwodnicy rozpoczęła się w 1995 roku, lecz już w okresie PRL powstały pierwsze jej fragmenty, przewidywane jako droga wewnątrzmiejska, bez powiązania z siecią tras krajowych i wojewódzkich.
- Przed powstaniem drogi dwujezdniowej między dzisiejszym rondem Hulanka a obecnym zjazdem w kierunku osiedla Beskidzkiego, istniało w tym miejscu przedłużenie ul. Michałowicza.
- W drugiej połowie lat 70. wspomniany wyżej fragment ul. Michałowicza został przebudowany na drogę czteropasmową. Wybudowano także łącznik zjazdowy między ul. Michałowicza a Babiogórską, prowadzącą na osiedle Beskidzkie, a także fragment drogi wyjazdowej w kierunku południowym. Następnie poprowadzono nową drogę przez wiadukt nad Kamieniczanką do ul. Kolistej na budowanym wówczas osiedlu Karpackim.
- W pierwszej połowie lat 80. drogę nazwaną ulicą Czerwonych Wierchów (do 1992 roku, później aleja Andersa) przedłużono w głąb osiedla Karpackiego za skrzyżowanie z ul. Doliny Miętusiej, z tym że dalszy, ślepy odcinek drogi nie był wykorzystywany w ruchu.
W tym czasie powstał także węzeł bezkolizyjny między ul. Babiogórską a ul. Czerwonych Wierchów.
- W drugiej połowie lat 80. dokonano modernizacji skrzyżowania na Hulance – m.in. wlot ul. Cieszyńskiej od strony centrum został przesunięty nieco w kierunku południowym. Taki stan skrzyżowania ul. Czerwonych Wierchów, Cieszyńskiej, Piastowskiej i Konopnickiej utrzymał się do 2003 roku.

Wszystkie wymienione inwestycje nie były przewidywane jako część przyszłej obwodnicy, lecz miały służyć przede wszystkim zapewnieniu dogodnego połączenia dwóch wielkopłytowych osiedli mieszkaniowych – Beskidzkiego i Karpackiego. Koncepcja budowy drogi odciążającej centrum miasta po jego zachodniej stronie pojawiła się w pierwszej połowie lat 90.
Właściwe prace przy budowie obwodnicy realizowane w latach 1995-2006 można podzielić na 3 główne etapy (w nawiasie ogólny koszt budowy):
- ETAP I – aleja gen. Andersa (42 670 067 zł)
  - 1995-1997 – rozbudowa al. gen. Andersa od ul. Doliny Miętusiej do ul. Partyzantów – powstanie drogi dwujezdniowej
  - 1998-1999 – budowa mostu nad rzeką Białą[1]
  - 2000 – przedłużenie obwodnicy od ul. Partyzantów do ul. Leszczyńskiej[1]
  - 2000-2001 – budowa 44-metrowego wiaduktu kolejowego dla linii Katowice – Zwardoń - Skalité Serafinov
  - 2001-2002 – przedłużenie drogi od ul. Leszczyńskiej do ul. Żywieckiej[1]
  - 2004-2005 – remont i rozbudowa wiaduktów nad ul. Babiogórską i Karpacką
- ETAP II – Dwupoziomowe skrzyżowanie Hulanka (45 479 035 zł)
  - 2003-2005 – budowa pięciowlotowego ronda łączącego ulice: Cieszyńską, Piastowską, Konopnickiej i aleję Andersa o średnicy 80 metrów oraz dwunawowego tunelu na alei gen. Andersa o długości 240 metrów
- ETAP III – ulica Klubowa[2] (70 600 000 zł)
  - 1998 – budowa węzła komunikacyjnego ul. Klubowa[2] – droga ekspresowa S52 (ul. Bohaterów Monte Cassino)[3]
  - 2000-2001 – budowa dwujezdniowej ul. Klubowej[2] od hipermarketu Makro Cash and Carry do ul. Pirackiej
  - 2004-2006 – budowa drogi dwujezdniowej od ul. Pirackiej do skrzyżowania Hulanka (wybudowano wiadukt kolejowy dla linii Bielsko-Biała Główna – Český Těšín, estakadę w Starym Bielsku oraz 150-metrowy tzw. "zielony tunel")